# Старе Скошеви
Старе Скошеви (пол. Stare Skoszewy) — село в Польщі, у гміні Новосольна Лодзький-Східного повіту Лодзинського воєводства.
Населення — 287 осіб (2011).
У 1975-1998 роках село належало до Лодзинського воєводства.

## Демографія
Демографічна структура станом на 31 березня 2011 року:
|          | Загалом | Допрацездатний вік | Працездатний вік | Постпрацездатний вік |
| -------- | ------- | ------------------ | ---------------- | -------------------- |
| Чоловіки | 135     | 35                 | 90               | 10                   |
| Жінки    | 152     | 40                 | 87               | 25                   |
| Разом    | 287     | 75                 | 177              | 35                   |